# Cenocoelius nigriceps
Cenocoelius nigriceps är en stekelart som beskrevs av Cameron 1887. Cenocoelius nigriceps ingår i släktet Cenocoelius och familjen bracksteklar. Inga underarter finns listade.